# Juge en chef du Ghana
Le juge en chef du Ghana (en anglais : Chief Justice of Ghana) est le magistrat de plus haut rang et le président de la Cour suprême du Ghana. Il est également à la tête du pouvoir judiciaire et est responsable de son administration et sa supervision. Dans l'ordre de préséance, le juge en chef est le quatrième personnage de l'État du Ghana.

## Histoire
La fonction est créée en 1876 quand est instituée la Cour suprême de la colonie britannique de la Côte-de-l'Or.

## Nomination
Le juge en chef est nommé par le président de la République du Ghana après consultation du Conseil d'État et avec l'approbation du Parlement, conformément à l'article 144 de la Constitution de 1992. Il ne peut demeurer en fonction au-delà de son soixante-dixième anniversaire.

## Liste des juges en chef de la Cour suprême
Depuis sa création en 1876, la Cour suprême a eu 27 juges en chef.
| Liste des juges en chef de la Cour suprême de la Côte de l'Or et du Ghana | Liste des juges en chef de la Cour suprême de la Côte de l'Or et du Ghana | Liste des juges en chef de la Cour suprême de la Côte de l'Or et du Ghana                                                       |
| Juge en chef                                                              | Période                                                                   | Régime |
| ------------------------------------------------------------------------- | ------------------------------------------------------------------------- | --- |
| David Patrick Chalmers (en)                                               | 1876–1878                                                                 | Côte de l'Or |
| P. A. Smith (en)                                                          | 1878–1879                                                                 | Côte de l'Or |
| Sir James Marshall (en)                                                   | 1880–1882                                                                 | Côte de l'Or |
| N. Lessingham Bailey (en)                                                 | 1882–1886                                                                 | Côte de l'Or |
| H. W. Macleod (en)                                                        | 1886–1889                                                                 | Côte de l'Or |
| Joseph Turner Hutchinson (en)                                             | 1889 - 1894                                                               | Côte de l'Or |
| Francis Smith (en) (par intérim)                                          | 1894 - 1895                                                               | Côte de l'Or |
| William Brandford Griffith (en)                                           | 1895–1911                                                                 | Côte de l'Or |
| Philip Crampton Smyly (en)                                                | 1911–1928                                                                 | Côte de l'Or |
| George Campbell Deane (en)                                                | 1929–1935                                                                 | Côte de l'Or |
| Philip Bertie Petrides (en)                                               | 1936–1943                                                                 | Côte de l'Or |
| Walter Harragin (en)                                                      | 1943–1947                                                                 | Côte de l'Or |
| Mark Wilson (en)                                                          | 1948–1956                                                                 | Côte de l'Or |
| Kobina Arku Korsah                                                        | 1956–1963                                                                 | Côte de l'Or (1956 – 6 mars 1957) Ghana – Première République (6 mars 1957 – 1963)                                              |
| J. Sarkodee-Addo (en)                                                     | 1964–1966                                                                 | Première République |
| Edward Akufo-Addo                                                         | 1966–1970                                                                 | Régime militaire (1966–1969) Deuxième République (1969–1970)                                                                    |
| Edmund Alexander Lanquaye Bannerman (en)                                  | 1970 -1972                                                                | Deuxième République. |
| Samuel Azu Crabbe (en)                                                    | 1973–1977                                                                 | Régime militaire |
| Fred Kwasi Apaloo (en)                                                    | 1977–1986                                                                 | Régime militaire (1977–1979) Troisième République (24 septembre 1979-31 décembre 1981) Régime militaire (31 décembre 1981–1986) |
| E. N. P. Sowah (en)                                                       | 1986–1990                                                                 | Régime militaire |
| Philip Edward Archer (en)                                                 | 1991–1995                                                                 | Régime militaire (1991–1993) Quatrième République (1993–1995)                                                                   |
| Isaac Kobina Abban (en)                                                   | 1995 – 21 avril 2001                                                      | Quatrième République |
| Edward Kwame Wiredu (en)                                                  | 2001–2003                                                                 | Quatrième République |
| George Kingsley Acquah (en)                                               | 4 juillet 2003 – 25 mars 2007                                             | Quatrième République |
| Georgina Theodora Wood                                                    | 15 juin 2007 – 8 juin 2017                                                | Quatrième République |
| Sophia Akuffo                                                             | 19 juin 2017 - 20 décembre 2019                                           | Quatrième République |
| Kwasi Anin-Yeboah                                                         | depuis le 7 janvier 2020                                                  | Quatrième République |